# Ayako Yamazaki
Ayako Yamazaki (del japonés: 山崎亜弥子 ‘Yamazaki Ayako’). (n. 26 de abril de 1974, Tokio, Japón) es una cantante y ex-ídol japonesa, activa en la década de los 90.

## Biografía
Yamazaki inició en el mundo del espectáculo en 1993, tras resultar ganadora en un concurso de talentos llamado Golden Rush, el cual fue producido por Fuji Television. En 1994, debutó como cantante con el sencillo Watashi wa anata wo Shimawarenai, bajo el sello discográfico de Pony Canyon. Ese mismo año interpretó el tema Otoko Darou, que fue utilizado en la primera remasterización del anime Captain Tsubasa.
En 1998, formó un grupo llamado Moonlight Attraction junto al músico Akio Shimizu, ex-guitarrista de una banda llamada Sky Blue. Sin embargo, el dúo únicamente lanzó un sencillo, titulado: Ganbaranakucha ~SUCCESS STORY~, poco antes de separarse.

## Vida personal
Actualmente se encuentra retirada del mundo del espectáculo y radica en Londres. Contrajo nupcias en los años posteriores con el músico amateur Takashi Shibuchi, es madre de dos chicos.

## Discografía

### Sencillos
- [1993.07.21] Watashi wa Anata wo Shimawarenai
- [1993.11.19] Aisaretakute
- [1994.05.20] Zutto, Soba ni Ite
- [1994.12.16] Otoko Darou!
- [1998.06.25] Ganbaranakucha ~SUCCESS STORY~